# Джелилов, Нури
Нури Джелилов (крымскотат. Nuri Celilov; 15 сентября 1913 — 14 декабря 1976) — советский офицер, участник Великой Отечественной войны. Был представлен к званию Героя Советского Союза.

## Биография

### Ранняя жизнь
Родился 15 сентября 1913 года в семье Крымских Татар в селе Кизилташ под Ялтой. Окончил Ялтинский сельскохозяйственный техникум по специальности винодел, работал агрономом.

### Великая Отечественная война
Был призван в Красную Армию в 1941 году Феодосийским горвоенкоматом за несколько дней до нападения нацистской Германии на Советский Союз. Прошёл специальную подготовку, затем был направлен в качестве политрука в 1-й эскадрон 138-го кавалерийского полка, где вступил в непосредственное столкновение с противником.
В 1942 году стал членом ВКП(б). В июне 1942 года, как командир 4-го заградительного эскадрона 30-й кавалерийской дивизии, участвовал в отступлении.
Весной 1943 года — старший лейтенант, секретарь партийной организации отдельного дивизиона разведки 51-й армии Южного фронта.
По окончании Ульяновского танкового училища назначен в декабре 1944 года командиром 4-й роты 90-го гвардейского тяжёлого танкового полка, гвардии капитан.
Оставшись в этом подразделении до конца войны, Нури Джелилов участвовал во многих боевых операциях на территории Восточной Европы, включая бои за Варшаву, Лодзь, Познань, Щецин, Костшин и Берлин. Неоднократно отличился, в том числе во время прорыва сильно укреплённого района на берегу реки Одер, а также в Берлинском сражении. Джелилов применил новую тактику танкового боя в ходе берлинской операции: когда танки его роты оказались окружены противниками, вооруженными панцерфаустами, экипажи выбрались из танков и, применяя гранаты и автоматный огонь, разбили противника. Выйдя победителем из схватки, он вновь возглавил роту и стал первым представителем своего полка, достигшим Рейхстага.
С середины апреля по начало мая его рота уничтожила 11 вражеских танков, 24 транспортных средства, 26 огневых точек, другую вражескую технику, а также более 100 гитлеровских солдат и очистила 24 берлинских квартала от вражеской пехоты.
На личном счету Джелилова семь уничтоженных вражеских танков. За отвагу, проявленную в боях за Польшу и Германию, он был представлен к званию Героя Советского Союза, но был награждён третьим орденом Красного Знамени.

### Послевоенные годы
До декабря 1946 года он оставался в Германии в составе Группы советских войск. Дослужившись до звания майора, стал командиром дивизиона. Ему, как и другим крымским татарам, было запрещено возвращаться в Крым, поэтому он сначала жил в Узбекской ССР, куда ранее были депортированы его родители. Его брат, Джевдед Джелилов, также прошёл войну, стал боевым лётчиком-орденоносцем.
Нури Джелилов женился, имел нескольких детей и мечтал вернуться в Крым, но не смог, несмотря на его многочисленные попытки переехать поближе к полуострову: сначала в Дагестан, затем в Краснодар. В последние годы жизни болел раком, умер 14 декабря 1976 года. Вопреки его желанию, он был похоронен не в Ялте, а в Краснодаре.

## Награды

### Ордена
- Три ордена Красного Знамени (16.03.1943; 23.03.1945; 08.06.1945)

### Медали
- Медаль «За оборону Киева»
- Медаль «За победу над Германией в Великой Отечественной войне 1941—1945 гг.»
- Юбилейная медаль «Двадцать лет Победы в Великой Отечественной войне 1941—1945 гг.»
- Юбилейная медаль «Тридцать лет Победы в Великой Отечественной войне 1941—1945 гг.»
- Медаль «За взятие Берлина»
- Медаль «За освобождение Варшавы»
- Юбилейная медаль «50 лет Вооружённых Сил СССР»